# We Are the World (album)
| Đánh giá chuyên môn | Đánh giá chuyên môn |
| Nguồn đánh giá      | Nguồn đánh giá      |
| Nguồn               | Đánh giá            |
| ------------------- | ------------------- |
| Allmusic            | [ 1 ]               |

We Are the World là album năm 1985 chứa ca khúc của USA for Africa, "We Are the World", đây là album từ thiện trong nỗ lực cứu đói Ethiopia.

## Danh sách ca khúc

### Mặt 1
1. USA for Africa - "We Are the World" (Michael Jackson, Lionel Richie) – 7:02
2. Steve Perry - "If Only for the Moment, Girl" (Randy Goodrum, Steve Perry) – 3:44
3. The Pointer Sisters - "Just a Little Closer" (Robbie Nevil, M. Mueller) – 3:53
4. Bruce Springsteen & The E Street Band - "Trapped" (Jimmy Cliff) – 5:11

### Mặt 2
1. Northern Lights - "Tears Are Not Enough" (David Foster, Bryan Adams, Jim Vallance) – 4:21
2. Prince & The Revolution - "4 the Tears in Your Eyes" (Prince) – 2:45
3. Chicago - "Good for Nothing" (Richard Marx, Robert Lamm, David Foster) – 3:35
4. Tina Turner - "Total Control" (M. Davis, J. Jourard) – 3:38
5. Kenny Rogers - "A Little More Love" (T. Schuyler, F. Knobloch) – 2:54
6. Huey Lewis and the News - "Trouble in Paradise" (Live Version) (Johnny Colla, Bill Gibson, Chris Hayes, Sean Hopper, Huey Lewis, Mario Cipollina) – 4:34

## Vị trí xếp hạng
| Năm  | BXH           | Vị trí |
| ---- | ------------- | ------ |
| 1985 | Billboard 200 | 1      |